# Symbrenthia armis
Symbrenthia armis är en fjärilsart som beskrevs av Hans Fruhstorfer 1912. Symbrenthia armis ingår i släktet Symbrenthia och familjen praktfjärilar. Inga underarter finns listade i Catalogue of Life.